# Polidolòpids
Els polidolòpids (Polydolopidae) són una família de marsupials fòssils trobats per Florentino Ameghino en formacions de mitjans del Cenozoic a Sud-amèrica.